# Evie Sands
Evie Sands (Brooklyn, 18 juli 1946) is een Amerikaanse zangeres, songwriter en muzikante. De muziekcarrière van Sands omvat meer dan 50 jaar. Ze begon haar carrière als tiener in het midden van de jaren 1960. Na een moeizame start vond ze uiteindelijk succes in de hitparade in 1969, voordat ze in 1979 stopte met optreden om zich te concentreren op het schrijven en produceren. Ze beleefde een modieuze, door het Verenigd Koninkrijk geleide stijging van de populariteit van cults, die begonnen in de jaren 1990 en keerde medio 1998 terug naar liveoptredens. Sands blijft schrijven en optreden.

## Biografie

### Vroege leven
Evie Sands werd geboren in een muzikale familie. Haar moeder was zangeres en Sands groeide op met het luisteren naar artiesten als Billie Holiday, Dinah Washington, Frank Sinatra, Jackie Wilson, Little Willie John en The Beatles. Ze werd door deze artiesten geïnspireerd om keyboard en gitaar te leren en haar eigen vaardigheden als zangeres en songwriter te ontwikkelen. Ze maakte haar eerste singles halverwege haar tienerjaren: The Roll /  My Dog (1963), Danny Boy, I Love You So / I Was Moved (1964).

### Carrière

#### De jaren 1960
In 1965 tekende Sands bij het label Blue Cat van Red Bird Records. Ze toerde met de Red Bird-steract The Shangri-Las en begon een langdurige samenwerking met de producent-componisten Chip Taylor en Al Gorgoni met het uitbrengen van de Blue-Eyed Soul Northern Soul-single Take Me For a Little While ( geschreven door Trade Martin). Voorafgaand aan de publicatie werd een testpersing van Sands' opname gestolen door een in Chicago gevestigde platenpromotor, die het meenam naar de gevestigde opnameartiest Jackie Ross van Chess Records, die de grote pop-soulhit Selfish One had uitgebracht. Ross en haar producenten waren dol op het nummer, namen de plaat op en brachten deze binnen 48 uur uit, waarmee ze de versie van Sands met een week versloegen. Gesteund door de marketing- en promotiekracht van Chess en met de naam van Ross eraan gekoppeld, kreeg deze versie het leeuwendeel van de airplay. De daaropvolgende juridische strijd zette Sands' carrière terug voordat deze de kans had gekregen om van start te gaan. Tegen de tijd dat Chess de Ross-single van de markt haalde, bereikte Sands' versie nummer 114 in de Bubbling Under Hot 100 Singles van Billboard, maar brak pas echt door in de weinige steden als Los Angeles. Ross verliet Chess kort daarna.
Sands' vervolgsingle I Can't Let Go ging verloren te midden van de chaos na Take Me For a Little While, waardoor de Britse binnenkomers The Hollies in het voorjaar van 1966 een hit konden scoren. Datzelfde jaar debuteerde Sands bij Cameo-Parkway en zette het  liedjespatroon voort dat door haar werd geïntroduceerd en ze werd succesvol voor andere artiesten. In 1967 raakte Sands' versie van het door Chip Taylor geschreven Angel of the Morning verstrikt in de zakelijke problemen van het label. Ondanks dat de single een van de meest gevraagde radionummers was waar ze ook werden gedraaid, en de eerste 10.000 exemplaren waren uitverkocht, maakte het aanstaande faillissement van het label een einde aan het potentiële succes van de plaat. Een paar maanden later scoorde de toen nog onbekende Merrilee Rush een top tien single met het nummer. Sands' laatste singlepublicatie bij Cameo-Parkway was Billy Sunshine in januari 1968, dat nummer 133 bereikte in de Billboard Bubbling Under Hot 100 Singles hitlijst voor de neergang van Cameo.
In 1969 scoorde Sands eindelijk met de A&M-single Any Way That You Want Me, een compositie van Chip Taylor die eerder was opgenomen door zowel The American Breed als The Troggs in 1966. De nummer 1-hit in Birmingham, Any Way That You Want Me van Sands bereikte ook de top tien of beter in Columbus, Houston, San Diego en een aantal andere steden. De plaat bereikte nummer 53 in de Billboard Hot 100 en stond met Tiny Bubbles van Don Ho de meeste weken (17) in de hitlijst in de jaren 1960 met een piek van minder dan 50.
Ook in 1969 werd Maybe Tomorrow, gecomponeerd door Quincy Jones met teksten van Alan and Marilyn Bergman, gebruikt voor de film John and Mary. Het nummer werd als single uitgebracht door A&M Records en werd ook opgenomen op de A&M soundtrack lp.

#### De jaren 1970
Sands' debuutalbum Any Way That You Want Me werd in 1970 uitgebracht bij A&M, enkele maanden nadat de single zijn hoogtepunt had bereikt. Sands maakte haar opnamedebuut als songwriter op het album met It's This I Am, jaren later gecoverd door respectievelijk Beck en Beth Orton.
Een Sands-album dat door Val Garay voor Buddah Records zou worden geproduceerd, werd in maart 1971 aangekondigd, maar kon niet worden verwezenlijkt. In plaats daarvan maakte de publicatie van Estate of Mind uit 1975 bij het label Capitol Haven een einde aan Sands' vijfjarige afwezigheid van opnamen. Geproduceerd door Dennis Lambert en Brian Potter, markeerde het album Sands' voortdurende output als songwriter, ook in samenwerking met Richard Germinaro en veteraan songwriter Ben Weisman. Twee nummers van het album, You Brought The Woman Out Of Me van Lambert en Potter en de samenwerking I Love Makin' Love To You tussen Sands-Weisman en Germinaro, bereikten beide de hitstatus. Ze eindigden met een piek op nummer 50. Sands zou de laatste terugzien op het album Butterfly van Barbra Streisand. Verschillende andere Sands-nummers van het album Estate of Mind werden ook gecoverd door een aantal artiesten, waaronder Dionne Warwick, Dobie Gray, Dusty Springfield, Frankie Valli, Gladys Knight, Arthur Prysock, The Manhattans, Cher/Gregg Allman, Jose Feliciano en Phyllis Hyman.
Na een laatste singlepublicatie in 1976 bij Haven, was een remake van The Way You Do the Things You Do de volgende publicatie van Sands bij RCA Records. Het label bracht het album Suspended Animation uit, geproduceerd in het voorjaar van 1979 door Sands en Michael Stewart, hoewel Sands in mei 1977 was begonnen te werken met co-producent Michael Stewart. De muzikanten van het album waren onder meer de Toto-leden David Hungate, Steve Lukather en Greg Phillinganes en ook Lee Ritenour en Buzz Feiten. De vocalisten die Sands steunden, waren onder meer Toto-frontman Bobby Kimball, Bill Champlin uit Chicago en Dusty Springfield op het nummer Lady of the Night. Ondanks deze bezetting had Suspended Animation geen echte impact op de hitparade. Net als bij haar vorige album werden een paar nummers gecoverd door andere artiesten, waaronder Helen Reddy, Linda Clifford, Phyllis Hyman, June Pointer, The Weather Girls en Shirley Bassey. Karen Carpenter nam twee nummers van Sands op voor haar soloalbum, maar ze bleven onuitgebracht.
Na het uitbrengen van dit album stopte Sands in 1979 met optreden, maar bleef werken als songwriter en producente.

#### Latere carrière
In 1982 produceerde Sands (met Leslie Ann Jones) het album Speed Of Light van Holly Near. De basisband bestond uit Adrienne Torf (keyboards), Carrie Barton (bas), Cam Davis (drums) en Ray Obiedo (elektrische en akoestische gitaren). Extra muzikanten en zangers waren Sands (elektrische gitaar, akoestische gitaar en achtergrondzang), Sheila E. (percussie), Robben Ford (elektrische gitaar), Vicki Randle en Linda Tillery (achtergrondzang). Het album werd opgenomen en gemixt in San Francisco in The Automatt.
Eind 1996 ging Sands om Chip Taylor te zien optreden tijdens een cluboptreden en hij nodigde haar uit op het podium om met hem op te treden. Ondanks dat ze de afgelopen jaren niet actief contact hadden gehouden, was de ervaring zo succesvol dat de twee hun samenwerking, samen met Al Gorgoni, nieuw leven inbliezen, resulterend in de veelgeprezen lp Women In Prison, die in 1999 werd uitgebracht (en opnieuw in 2000) bij Train Wreck Records van Taylor. Met een meer rootsy project dan de blue-eyed soul van haar output van eind jaren 1960 en 1970, bestond het album uit verschillende Sands-Taylor-Gorgoni-originelen, waaronder een duet met Lucinda Williams op het nummer Cool Blues Story. Verschillende nummers deden het goed in de Britse/Euro-indie-hitlijsten. Na de herverbinding met Taylor keerde Sands in 1988 terug met optredens. Sands en Taylor deden enkele shows in het Verenigd Koninkrijk en Europa toen het album werd uitgebracht, waaronder Londen, Glasgow, Brussel en verschillende optredens in Nederland.
Sands' eerdere albums Any Way... en Estate... werden respectievelijk in september 2005 en juni 2006 heruitgegeven bij de Rev-Ola-imprint van Creation medeoprichter Joe Foster in het Verenigd Koninkrijk. Sands ging verder met het uitvoeren van haar eigen solomateriaal en trad ook op als leadgitarist in de eclectische band Adam Marsland's Chaos Band uit Los Angeles. Ze verscheen op de live-cd Long Promised Road: Songs of Dennis and Carl Wilson van die band uit 2007, waarop ze verschillende leadzang deed, waaronder de allereerste uitgebrachte opname van Wouldn't It Be Nice to Live Again van Dennis Wilson. Ze deed ook uitgebreid zang- en gitaarwerk op Marslands dubbel-cd Go West uit 2009, inclusief leadzang op één nummer. Het album Queen Of Diamonds / Jack Of Hearts - Billy Vera & Evie Sands - met nieuwe nummers van Chip Taylor, werd op 9 september 2014 uitgebracht bij Train Wreck Records. De ep Shine For Me met zes nummers werd uitgebracht op 22 april 2017 bij R-Spot Records. Het album Get Out of Your Own Way werd voor publicatie aangekondigd in 2020. De eerste single If You Give Up met Willie Aron (voorheen van Translator) en Isobel Campbell (voorheen van Belle & Sebastian) werd uitgebracht in april 2020.

## Privéleven
Sands trouwde op 14 juni 1971 in Los Angeles met Richard Germinaro, maar ze scheidden later.

## Discografie

### Singles
- 1963: The Roll / My Dog (ABC 10458)
- 1964: Danny Boy, I Love You So / I Was Moved (Gold 215)
- 1965: Take Me For A Little While / Run Home To Your Mama (Blue Cat BC 118)
- 1965: I Can't Let Go / Uptight (Blue Cat BC 122)
- 1966: Picture Me Gone / It Makes Me Laugh (Cameo 413)
- 1966: The Love of a Boy / We Know Better (Cameo 436)
- 1967: Angel of the Morning / Dear John (Cameo 475)
- 1967: Billy Sunshine / It Makes Me Laugh (Cameo 2002)
- 1968: Until It's Time For You To Go / Shadow Of The Evening (A&M 0980)
- 1969: One Fine Summer Morning / I'll Hold Out My Hand (A&M 1026)
- 1969: Any Way That You Want Me / I'll Never Be Alone Again (A&M 1090)
- 1969: Maybe Tomorrow / Crazy Annie (A&M 1157)
- 1970: But You Know I Love You / Maybe Tomorrow (A&M 1175)
- 1970: It's This I Am, I Find / Take Me For A Little While (A&M 1192)
- 1974: You Brought The Woman Out Of Me / Early Morning Sunshine (Haven 7010)
- 1974: I Love Makin' Love To You / One Thing On My Mind (Haven 7013)
- 1975: Yesterday Can't Hurt Me / (Am I) Crazy Cause I Believe (Haven 7020)
- 1976: The Way You Do The Things You Do / Love In The Afternoon (Haven 806)
- 1979: Keep My Love Light Burnin' / I Can't Wait For You (RCA 11549)
- 1979: You Sho' Look Good To Me / Brain Damage (RCA 11653)
- 2000: Angel In Your Eyes (TrainWreck)
- 2020: If You Give Up (R-Spot Records)

### Albums
- 1970: Any Way That You Want Me (A&M SP-4239)
- 1974: Estate Of Mind (Haven ST-9202)
- 1979: Suspended Animation (RCA Victor AFL1-2943)
- 1999: Women In Prison (Train Wreck Records TW-009)
- 2014: Queen Of Diamonds / Jack Of Hearts - Billy Vera & Evie Sands (Train Wreck Records TW049)
- 2021: Get Out Of Your Own Way (R-Spot Records RSR-1112)

### Ep's
- 2017: Shine For Me (R-Spot Records RSR-1111)

### Gastoptredens
Met Quincy Jones
- 1970: John and Mary (soundtrack) (A&M)